# 히메지벳쇼역
히메지벳쇼역(일본어: ひめじ別所駅 히메지벳쇼에키[*])은 일본 효고현 히메지시에 위치한 서일본 여객철도의 역이다.

## 역 구조
12량 편성까지 수용할 수 있는 상대식 승강장으로, 2면 2선의 지상역이다. 상하행 승강장에 관통식 엘리베이터가 설치되어 있다. 개찰구는 북쪽 (상행선 승강장)에 1개소가 있다. 덧붙여 역 업무는 서일본 여객철도 교통 서비스에 위탁되어 있다.
남측에 히메지 화물역이 병설되어 있어 북쪽 출구밖에 존재하지 않는다. 어번 네트워크 구역의 일부로, 이코카 및 제휴 IC 카드의 사용이 가능하다.
| 1 | ■ JR 고베 선 (상행선) | 산노미야・오사카 방면 |
| 2 | ■ JR 고베 선 (하행선) | 히메지・아이오이 방면 |

## 역사
히메지벳쇼 역이 설치된 것은 히메지역 주변의 연속입체교차사업을 위해 히메지 역 동쪽에 있는 화물 하역장의 대체지로서 이 지역이 선정되어, 1994년 히메지 화물역이 개업한 것이 발단이다. 이후 히메지시 당국은 이 지역을 시의 동부 현관구로써 히메지 시 동부의 주거·상업·물류의 근거지로써 정비하는 입안을 추진해 여객역이 유치되어 2005년 3월 1일에 히메지벳쇼 역이 개업하였다.

## 인접정차역
| 서일본 여객철도 산요 본선 | 서일본 여객철도 산요 본선 | 서일본 여객철도 산요 본선 |
| ------------------------- | ------------------------- | ------------------------- |
| 소네 마이바라 방면        | ■ JR 고베 선 보통         | 고차쿠 히메지 방면        |